# Andrés Freire Conde
Andrés Freire Conde   (Ferrol, 22 de novembre de 1927 - la Corunya, 17 d'abril de 2020) és un artista i militar gallec, tinent general d'Artilleria, diplomat en Estat Major i llicenciat en Dret. Va ser Capità general de la Regió Militar Llevant. És conegut per ser un excel·lent pintor i aquarel·lista.

## Ressenya biogràfica
Va néixer a la Base Naval de Graña, Ferrol en 1927, fill de Joaquín Freire de Arana, oficial de l'armada i María del Carmen Conde Pumpido, filla del Notari de Ferrol Cándido Conde Fernández. Va ingressar en l'Acadèmia d'Artilleria i va desenvolupar una important carrera militar. Però la seva dedicació vocacional va ser la pintura, a la qual es va dedicar tota la seva vida, especialment en la seva última etapa militar, com a Capità General de Llevant, rebent nombrosos i rellevants premis.
Va iniciar els seus estudis en el col·legi dels Pares Mercedaris a Ferrol, continuant en el d'Orfes de l'Armada a Madrid. Va ingressar en l'Acadèmia General Militar el 1946, incorporant-se a l'Arma d'Artilleria. La seva primera destinació de Tinent va ser en el Regiment d'Artilleria número 28 de Santiago de Compostel·la, en la caserna que actualment és el Parlament de Galícia. Va estudiar Dret en la Universitat de Santiago, llicenciant-se en 1958. En 1961 va aprovar les oposicions a Estat Major, diplomant-se com a oficial. en 1965.
Fou cap d'EM de la segona prefectura de Tropes de Galícia, (1966). Cap d'EM de la Brigada d'Artilleria de l'Estret, (1971). Cap d'EM de la Brigada DOT VIII de Vigo, (1973). Cap del Parc i Tallers d'Artilleria a La Corunya, (1978). Cap del Regiment d'Artilleria de Costa de Ferrol, (1982). En 1984 ascendeix a General de Brigada i ocupa el càrrec de General cap de la V Divisió Estat Major de l'Exèrcit. En 1986 ascendeix a general de divisió i nomenat cap de la Divisió de Muntanya Urgel IV i Governador Militar de Lleida.
En juliol de 1988, ascendit a tinent general i nomenat Capità general de la Regió Militar Llevant, fins al 22 de novembre de 1991 que cessa en el càrrec en complir l'edat reglamentària.

## Ressenya artística
És un destacat pintor i aquarel·lista, realitzant les seves obres sempre al natural. Durant la seva carrera militar va fer nombroses exposicions: 1959: Ronda (Màlaga).1971: Hostal dels Reis Catòlics (Santiago de Compostel·la). 1972: Marbella. 1976: Vigo. 1978: Betanzos. 1978: La Corunya. 1984: Ferrol. 1992: València. 2003: La Corunya. 2005: Caldas do Reis.
Xosé Fernando Filgueira Valverde, en la seva crítica a l'exposició d'Andrés Freire sobre "Compostela Monumental" va escriure que la seva obra és "l'obra d'un artista que fa vibrar, somriure, conversar aquestes velles pedres que esperen sempre la mà que els doni nova vida", afegint que "Mai han estat un obstacle per a les seves activitats artístiques, la seva vocació castrense o faixa blava de l'Estat Major ni els entorxats de Capità General. Al contrari, van constituir un veritable estímul, aprofitant els seus múltiples viatges per captar els bells racons de la nostra geografia".

## Premis i reconeixements
- 1971: Quart premi en la 1a Trienal Nacional de Belles arts, “Maestro Mateo” a Santiago de Compostel·la.
- 1972: Segon premi en Saló de Pintura de Cadis.
- 1972: Primer premi d'Honor en V Certamen d'Arts Plàstiques de Ceuta.
- 1973: Tercer premi en el Saló Militar de Cultura.
- 1973: Medalla de Plata en el VI Certamen de Ceuta.
- 1974: Segon premi de Pintura Temi Militar.
- 1975: Primer premi “Cadis 1975”.
- 1976: Primer premi “Cadis 1976”.
- 1991: Medalla de la Reial Acadèmia de Belles Arts de Sant Carles de València.
- 1998: Nomenat Acadèmic d'Honor de la Molt Il·lustre Acadèmia Mundial de les Ciències, Tecnologia, Educació i Humanitats de València.